# NGC 393
NGC 393 este o galaxie lenticulară situată în constelația Andromeda. A fost descoperită în 5 octombrie 1784 de către William Herschel. De asemenea, a fost observată încă o dată în 1 octombrie 1828 de către John Herschel.